# Paso de los Toros (bebida)
Paso de los Toros es una línea de gaseosas o bebidas carbonatadas, especialmente de agua tónica, de origen uruguayo. 
Su nombre  proviene de la localidad homónima, en donde la bebida fue originalmente desarrollada y comercializada por primera vez.

## Historia
En 1924 en el todavía pueblo de Santa Isabel, un estudiante de química llamado Rómulo Mangini instaló una pequeña embotelladora de soda en dicha ciudad del departamento de Tacuarembó, la cual contaba con un pequeño manantial dentro de la misma, en la cual a partir de 1926 comenzó a producir gaseosas.
Mangini una vez instalada su embotelladora sería desafiado por su amigo galés Jorge Jones, un auténtico y "exquisito bebedor", quien gustaba de las aguas tónicas británicas importadas en el país, a fabricar en su embotelladora un agua tónica de origen nacional, por lo cual el empresario comenzaría a intentar crear una fórmula para fabricarla, con agua de su manantial y con base de cáscara de naranja y quinina.
Tras años de pruebas e intentos en 1929, año en que la Villa de Santa Isabel fue denominada como Paso de los Toros, se comienza a fabricar y comercializar el agua tónica de origen uruguayo. En un principio, dicha bebida fue llamada 'Príncipe de Gales', aunque posteriormente recibiría la denominación de Paso de los Toros, en honor al pueblo donde se invento.
En los comienzos, tan sólo la producía en pequeñas cantidades, pero la bebida fue ganando paulatina popularidad en el mercado local de Paso de los Toros y en otras localidades del país, hasta llegar a ser ofrecida en la capital del país, la ciudad de Montevideo.
La llegada a la capital trajo consigo la necesidad de expandirse y de contar con infraestructura acorde para su expansión, por lo que fue necesario asociarse. Es así que en 1947, se sumaron como socios Adolfo Caorsi y Frank Marshall, conformándose la Sociedad Anónima Agua Tónica Paso de los Toros, a su vez comenzaron a vender acciones en el pueblo, a diez pesos cada una.
El 14 de febrero de 1955, unos dos años antes de la muerte del propio Mangini, la embotelladora fue adquirida por la multinacional estadounidense PepsiCo, quien ya había adquirido la mayoría absoluta de las acciones de la pequeña compañía y por lo tanto pasó a hacerse con el control de la misma. Durante las negociaciones que finalmente terminaron en su venta, la familia Mangini solicitó que la bebida mantuviese su denominación original “Agua tónica Paso de los Toros”.
La planta de Paso de los Toros cerró a principios de la década de 1960, pero en 2020 se supo que la fábrica abandonada había sido reformada y convertida en un hotel. La ciudad de Paso de los Toros también tiene una calle con el nombre de Mangini en su honor.

## Actualidad
Pepsi continúa comercializando la línea Paso de los Toros hasta la actualidad, no sólo en el Uruguay sino también en el aproximadamente quince veces mayor mercado argentino, lo que contribuyó a la difusión del producto en la región. Si bien la bebida insignia sigue siendo la tradicional agua tónica, también se comercializan bajo esa misma marca gaseosas de los sabores naranja, pomelo, y a mediados del año 2014 el sabor limón.